# 豬飼昇貞
猪飼昇貞，戰國時代及安土桃山時代的武將。通稱甚介。別名定尚、正勝，但文書的署名為昇貞。姓氏一說為猪飼野。父親為「猪飼家系譜之圖」（高島幸次「近江堅田的土豪猪飼氏」所收錄）所稱之猪飼野佐渡守宣尚。兒子為秀貞。

## 略歷
昇貞為近江志賀郡堅田水軍的棟梁，起初仕於六角氏，後來從屬於淺井氏。元龜元年（1570年）志賀之陣終結以後，與同樣為堅田眾的居初又次郎、馬場孫次郎一起降伏於織田信長，擔任對淺井氏的警戒任務。同年11月25日，織田家派遣昇貞與坂井政尚共同負責堅田地區之物流、押送及守備任務。但堅田之戰時，朝倉方的前波景當率朝倉軍進攻時，坂井政尚戰死，昇貞則逃亡成功。
之後，信長將志賀郡交給昇貞管轄，並編入明智光秀麾下，同時負責琵琶湖水運、漁業等獨立統轄權限。不久，與朽木元綱共同擔任高島郡的信長藏入地的代官。元龜3年（1572年）7月，明智勢與淺井方交戰時，於沿岸據點放火、槍擊。
天正10年（1582年）4月22日之後，文書就沒有昇貞的記載，推測是本能寺之變時，擔任明智方部將而戰死。